# Meghann Shaughnessy
Meghann Shaughnessy (Richmond, 13 aprile 1979) è un'ex tennista statunitense.
La sua posizione più alta fu la 11ª, raggiunta nel 2001. Ha vinto sei tornei WTA in singolo. È conosciuta per il suo servizio, uno dei più potenti del tennis femminile. Con questo ha fatto 22 ace in una partita.

## Biografia
Meghan Shaughnessy è nipote di Dan Shaughnessy, scrittore sportivo di madre della Virginia e padre irlandese.
Rafael Font de Mora ha allenato Meghann Shaughnessy da quando lei aveva 13 anni.

## Carriera
Shaughnessy comincia la sua carriera alla WTA Tour nel 1996 al torneo di Budapest. Entra nei top 100 nel 1998. Nel 2000 vinse il suo primo torneo singolo WTA a Pechino sconfiggendo l'uzbeka Iroda Tulyaganova. Nel stesso anno raggiunse i top 50. L'anno 2001 è stato il suo migliore: raggiunse la sua migliore posizione, l'11ª, vinse il torneo di Québec, la finale di Amburgo e Scottsdale. Sconfisse la numero 5 Conchita Martínez la numero 4 Monica Seles e la numero due Venus Williams.
Shaughnessy cominciò l'anno 2002 con la finale di Sydney è di nuovo la numero 11. Durante l'anno raggiunse ancora 4 quarti di finale e sconfisse 2 giocatrici nel top 5: Jelena Dokić e Serena Williams. Nel 2003 Shaughnessy aveva anche un anno eccellente. Ha finito infatti l'anno nel top 20. Vinse il suo terzo titolo WTA a Canberra e aveva buoni risultati nei Grandi Slam, raggiungendo il suo primo quarto di finale nell'Australian Open. All'US Open raggiunse il quarto turno. Nel 2004 vinse solo una partita contro una giocatrice del top5, e questa è Anastasija Myskina. Vinse 7 tornei di doppio con Nadia Petrova. Nel 2005 Shaughnessy non poteva giocare gli Australian Open e il torneo di Hyderabad a causa di ferite. Shaughnessy ritorna a Memphis raggiungendo la finale. Nella semifinale sconfisse Nicole Vaidišová 7-6 7-6 con 22 ace. Dopo questo torneo le ferite la obbligarono di fare una pausa fino al torneo di San Paolo. La sua classifica era così bassa, che doveva giocare le qualificazioni. Si qualificò e vinse il primo turno contro Vera Zvonarëva prima di perder al secondo turno contro Daniela Hantuchová. A New Haven sconfisse Nathalie Dechy al primo turno ma perse al secondo contro Anna-Lena Grönefeld. Agli US Open perse al primo turno contro Sesil Karatančeva 6-3 5-7 5-7. Aveva 2 palle match nel secondo set. A marzo nel 2006 sconfisse Justine Henin nel secondo turno di Miami. Vinse il torneo di Rabat vincendo in finale contro Martina Suchá 6-2 3-6 6-3. Perse al primo turno di Roland Garros contro Amélie Mauresmo.
L'anno 2009 non è stato per lei positivo. Vinse solo una partita a Seul perdendo poi al secondo turno contro Anabel Medina Garrigues.
Nel 2010 gioca in doppio con Virginia Ruano Pascual. Vince con Virginia Ruano Pascual il torneo di Varsavia contro Cara Black e Yan Zi.

## Statistiche

### Risultati in progressione
| Sigla | Risultato               |
| ----- | ----------------------- |
| V     | Vincitore               |
| F     | Finalista               |
| SF    | Semifinalista           |
| O     | Oro olimpico            |
| A     | Argento olimpico        |
| SF    | Bronzo olimpico         |
| QF    | Quarti di Finale        |
| 4T    | Quarto turno            |
| 3T    | Terzo turno             |
| 2T    | Secondo turno           |
| 1T    | Primo turno             |
| RR    | Round Robin             |
| LQ    | Turno di qualificazione |
| A     | Assente                 |
| ND    | Non disputato           |

| Legenda superfici    |
| -------------------- |
| Cemento              |
| Terra battuta        |
| Erba                 |
| Superficie variabile |

#### Singolare nei tornei del Grande Slam
| Torneo          | 1996 | 1997 | 1998 | 1999 | 2000 | 2001 | 2002 | 2003 | 2004 | 2005 | 2006 | 2007 | 2008 | 2009 | 2010 | 2011 | 2012 | 2013 | 2014 |
| --------------- | ---- | ---- | ---- | ---- | ---- | ---- | ---- | ---- | ---- | ---- | ---- | ---- | ---- | ---- | ---- | ---- | ---- | ---- | ---- |
| Australian Open | A    | A    | 1T   | 1T   | 2T   | 2T   | 3T   | QF   | 1T   | 1T   | 1T   | 1T   | A    | A    | A    | A    | A    | A    | A    |
| Open di Francia | A    | A    | A    | 1T   | 2T   | 4T   | 1T   | 3T   | 3T   | 1T   | 1T   | 2T   | A    | A    | A    | A    | A    | A    | A    |
| Wimbledon       | A    | A    | A    | 2T   | 2T   | 4T   | 2T   | 1T   | 3T   | 2T   | 2T   | 1T   | A    | A    | A    | A    | A    | A    | A    |
| US Open         | 1T   | A    | 1T   | 1T   | 3T   | 3T   | 3T   | 4T   | 1T   | 1T   | 2T   | 2T   | A    | 1T   | A    | A    | A    | A    | A    |

#### Doppio nei tornei del Grande Slam
| Torneo          | 1996 | 1997 | 1998 | 1999 | 2000 | 2001 | 2002 | 2003 | 2004 | 2005 | 2006 | 2007 | 2008 | 2009 | 2010 | 2011 | 2012 | 2013 | 2014 |
| --------------- | ---- | ---- | ---- | ---- | ---- | ---- | ---- | ---- | ---- | ---- | ---- | ---- | ---- | ---- | ---- | ---- | ---- | ---- | ---- |
| Australian Open | A    | A    | A    | A    | 2T   | QF   | A    | QF   | 3T   | A    | SF   | QF   | A    | A    | 1T   | QF   | A    | A    | A    |
| Open di Francia | A    | A    | A    | 3T   | 3T   | 3T   | A    | 1T   | QF   | SF   | 2T   | QF   | A    | A    | 1T   | 2T   | A    | A    | A    |
| Wimbledon       | A    | A    | A    | 2T   | 1T   | 1T   | 3T   | 2T   | QF   | QF   | QF   | 3T   | A    | A    | 2T   | 2T   | A    | A    | A    |
| US Open         | A    | A    | A    | 2T   | 2T   | 2T   | QF   | 1T   | 2T   | 3T   | 2T   | QF   | A    | 1T   | QF   | A    | A    | A    | A    |

#### Doppio misto nei tornei del Grande Slam
| Torneo          | 1996 | 1997 | 1998 | 1999 | 2000 | 2001 | 2002 | 2003 | 2004 | 2005 | 2006 | 2007 | 2008 | 2009 | 2010 | 2011 | 2012 | 2013 | 2014 |
| --------------- | ---- | ---- | ---- | ---- | ---- | ---- | ---- | ---- | ---- | ---- | ---- | ---- | ---- | ---- | ---- | ---- | ---- | ---- | ---- |
| Australian Open | A    | A    | A    | A    | A    | SF   | A    | A    | A    | A    | 2T   | 1T   | A    | A    | A    | QF   | A    | A    | A    |
| Open di Francia | A    | A    | A    | A    | 3T   | A    | A    | A    | A    | 1T   | 1T   | QF   | A    | A    | A    | 1T   | A    | A    | A    |
| Wimbledon       | A    | A    | A    | 1T   | 1T   | 1T   | A    | A    | A    | A    | 2T   | QF   | A    | A    | A    | 3T   | A    | A    | A    |
| US Open         | A    | A    | A    | A    | A    | 1T   | 1T   | 2T   | A    | 1T   | SF   | F    | A    | A    | A    | A    | A    | A    | A    |

## Vittorie contro giocatrici Top 10
| Stagione | 2001 | 2002 | 2003 | 2004 | 2005 | 2006 | Totale |
| Vittorie | 4    | 2    | 2    | 2    | 0    | 1    | 11     |

| #    | Giocatrice         | Ranking | Evento                                    | Superficie    | Turno | Punteggio        | Rank. MSR |
| ---- | ------------------ | ------- | ----------------------------------------- | ------------- | ----- | ---------------- | --------- |
| 2001 |                    |         |                                           |               |       |                  |           |
| 1.   | Conchita Martínez  | 5       | Australian Women's Hardcourts, Gold Coast | Cemento       | QF    | 6-2, 6-1         | 38        |
| 2.   | Monica Seles       | 4       | State Farm Tennis Classic, Scottsdale     | Cemento       | SF    | 3-6, 7-6(5), 6-2 | 27        |
| 3.   | Amanda Coetzer     | 8       | Betty Barclay Cup, Amburgo                | Terra rossa   | SF    | 6-3, 6-4         | 25        |
| 4.   | Venus Williams (1) | 2       | Bank of the West Classic, Stanford        | Cemento       | QF    | 2-6, 7-5, 7-6(4) | 15        |
| 2002 |                    |         |                                           |               |       |                  |           |
| 5.   | Serena Williams    | 6       | Sydney International, Sydney              | Cemento       | SF    | 5-4 rit.         | 13        |
| 6.   | Jelena Dokić (1)   | 5       | Sparkassen Cup, Lipsia                    | Sintetico (i) | 2T    | 6-2, 6-4         | 38        |
| 2003 |                    |         |                                           |               |       |                  |           |
| 7.   | Jelena Dokić (2)   | 9       | State Farm Tennis Classic, Scottsdale     | Cemento       | 2T    | 6-4, 6-2         | 27        |
| 8.   | Venus Williams (2) | 2       | Miami Open, Miami                         | Cemento       | 4T    | 7-6(2), 6-1      | 22        |
| 2004 |                    |         |                                           |               |       |                  |           |
| 9.   | Anastasija Myskina | 7       | Dubai Tennis Championships, Dubai         | Cemento       | QF    | 7-6(2), 4-6, 6-3 | 30        |
| 10.  | Ai Sugiyama        | 10      | Qatar Ladies Open, Doha                   | Cemento       | 2T    | 6-3, 6-2         | 30        |
| 2006 |                    |         |                                           |               |       |                  |           |
| 11.  | Justine Henin      | 3       | Miami Open, Miami                         | Cemento       | 2T    | 7-5, 6-4         | 87        |